# Ranger 7

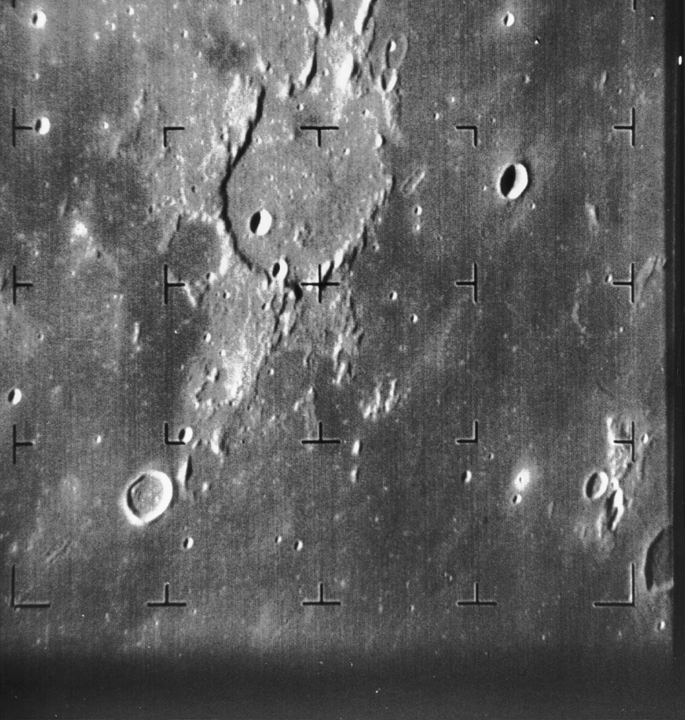
Aufnahme des Guericke-Kraters aus einer Distanz von 1335 Kilometern

Ranger 7 war eine Raumsonde der US-amerikanischen Raumfahrtagentur NASA. Sie war die siebte Sonde im Rahmen des Ranger-Programms zur Erforschung des Mondes. Ebenso wie Ranger 6 wurde sie im sogenannten Block-III-Design gebaut und wog 365 Kilogramm. Wesentliche Änderungen im Gegensatz zu Ranger 6 war ein verbesserter Schutz vor Kurzschlüssen. Wie die vorhergehenden Missionen sollte sie in den letzten Minuten vor dem Aufschlag Bilder der Mondoberfläche machen und zur Erde übermitteln.

## Mission
Ranger 7 startete am 28. Juli 1964 an Bord einer Atlas-Agena-B-Rakete von der Startrampe LC-12 der Cape Canaveral Air Force Station. Nach Erreichen der Parkbahn in 192 Kilometern Höhe zündete die Agena-Oberstufe und Ranger 7 nahm Kurs auf den Mond. Am 31. Juli 1964 um 13:08 Uhr wurde aus einer Höhe von 2110 Kilometern das erste Bild von der Oberfläche des Mondes aufgenommen. Insgesamt übermittelte Ranger 7 in den letzten 17 Minuten vor dem Aufschlag auf die Mondoberfläche 4305 Bilder in exzellenter Qualität. Das letzte übermittelte Bild vor dem Aufschlag hatte eine Auflösung von 50 cm. Ranger 7 schlug nach 68-stündigem Flug wie geplant mit einer Geschwindigkeit von 2,62 km/s im Mare Nubium auf.